# 가고시마 대학
가고시마 대학(일본어: 鹿児島大学,Kagoshima University)은 일본의 국립 대학이다.
대학 본부는 가고시마현 가고시마시에 있다.

## 연혁
가고시마 대학은 1949년에 제7 고등학교(第七高等學校), 가고시마 농림 전문학교(鹿兒島農林專門學校),
가고시마 사범학교(鹿兒島師範學校), 가고시마 청년 사범학교(鹿兒島靑年師範學校), 가고시마 수산 전문학교(鹿兒島水産專門學校)를
통합해 설립되었다.
- 1949년 가고시마 대학 발족 (문리학부, 교육학부, 농학부, 수산학부).
- 1955년 가고시마 현립 대학(鹿兒島縣立大學)을 통합 (의학부, 공학부를 설치).
- 1965년 문리학부를 분할: 법문학부, 이학부, 교양부.
- 1977년 치의학부를 설치.
- 1997년 교양부를 폐지.

이하, 통합된 구 학교들의 연혁이다.
- 1773년 사쓰마번이 번교(藩校) 조시칸(造士館/조사관)을 창설.
- 1871년 조시칸 폐교.
- 1884년 가고시마 현립 중학 조시칸(鹿兒島縣立中學造士館)으로 재흥.
- 1887년 관립 가고시마 고등중학교 조시칸(鹿兒島高等中學校造士館)으로 승격.
- 1896년 가고시마 고등중학교 조시칸 폐교.
- 1901년 제7 고등학교 조시칸(第七高等學校造士館)으로 재흥.
- 1946년 제7 고등학교로 개칭.
- 1949년 가고시마 대학 문리학부가 됨.

- 1908년 가고시마 고등 농림학교로 설립 (일본 제2 관립 고등 농림학교).
- 1909년 현 고리모토(郡元) 캠퍼스에 개교.
- 1944년 가고시마 농림 전문학교로 개칭.
- 1949년 가고시마 대학 농학부가 됨.

- 1875년 가고시마 현이 소학교수업법 강습소(小學校授業法講習所) 설립.
- 1876년 가고시마 사범학교로 개칭.
- 1887년 가고시마 현 심상 사범학교(鹿兒島縣尋常師範學校)로 개칭.
- 1898년 가고시마 현 사범학교로 개칭.
- 1901년 가고시마 현 여자 사범학교를 신설.
- 1920년 제1 (남자)사범학교와 제2 (남자)사범학교 분리.
- 1934년 (남자)사범학교 통합.
- 1943년 가고시마 현 사범학교, 가고시마 현 여자 사범학교를 통합. 관립 가고시마 사범학교 발족.
- 1949년 가고시마 대학 교육학부가 됨.

- 1924년 가고시마 현립 실업보습학교 교원 양성소(鹿兒島縣立實業補習學校敎員養成所) 설립.
- 1935년 가고시마 현립 청년학교 교원 양성소(鹿兒島縣立靑年學校敎員養成所)로 개칭.
- 1944년 관립 가고시마 청년 사범학교로 개칭.
- 1949년 가고시마 대학 교육학부가 됨.

- 1946년 현 시모아라타(下荒田) 캠퍼스에 가고시마 수산 전문학교 설립.
구 가고시마 상선학교(鹿兒島商船學校; 1908년 설립, 1946년 폐교) 캠퍼스.
- 1949년 가고시마 대학 수산학부가 됨.

### 가고시마 현립 대학
가고시마 현립 대학은 1949년 2월에 현립 가고시마 의과대학(縣立鹿兒島醫科大學; 1947년 승격),
가고시마 현립 공업 전문학교(鹿兒島縣立工業專門學校; 1945년 설립)를 통합해 설립되었다.
- 1949년 2월 현립 가고시마 대학(縣立鹿兒島大學)으로 설립.
- 1949년 6월 가고시마 현립 대학으로 개칭 (공학부, 의학부).
- 1950년 가고시마 여자 전문학교를 통합. 단기대학부를 설치.
- 1955년 가고시마 대학 의학부와 공학부가 됨.
단기대학부는 1958년에 가고시마 현립 단기대학이 됨.

## 캠퍼스
- 고리모토(郡元) 캠퍼스: 대학본부 캠퍼스.
- 가고시마현 가고시마시 고리모토(郡元) 1-21-24.
- 사쿠라가오카(櫻ケ丘) 캠퍼스: 의학부, 치학부 캠퍼스.
- 가고시마 현 가고시마 시 사쿠라가오카(櫻ケ丘) 8-35-1.
- 시모아라타(下荒田) 캠퍼스: 수산학부 캠퍼스.
- 가고시마 현 가고시마 시 시모아라타(下荒田) 4-50-20.

## 조직

### 학부
- 법문학부
  - 법 정책 학과
  - 경제정보학과
  - 인문학과
- 교육학부
  - 학교교육 교원양성 과정
  - 특별지원학교(양호학교) 교원양성 과정
  - 평생교육 종합 과정
- 이학부
  - 수리(數理)정보과학과
  - 물리과학과
  - 생명화학과
  - 지구환경과학과
- 의학부
  - 의학과
  - 보건학과
- 치의학부
  - 치학과
- 공학부
  - 기계공학과
  - 전기전자공학과
  - 건축학과
  - 응용화학공학과
  - 해양토목공학과
  - 정보공학과
  - 생체공학과
- 농학부
  - 생물생산학과
  - 생물자원학과
  - 생물환경학과
  - 수의학과
- 수산학부
  - 수산학과
  - 수산교원 양성과정

### 대학원
- 인문사회과학 연구과
- 교육학 연구과 (석사 과정)
- 이공학 연구과
- 보건학 연구과
- 농학 연구과 (석사 과정)
- 수산학 연구과 (석사 과정)
- 의치학(醫齒學) 종합 연구과
- 사법정책 연구과 (법과대학원)
- 임상 심리학 연구과 (전문직 대학원)
- 연합 농학 연구과 (박사 과정)
- 연합 수의학 연구과 (본부: 야마구치 대학)

### 부속기관
- 도서관
- 종합연구 박물관
- 가고시마 대학 병원 (의과, 치과)